# Françoise Mailliard
Françoise Mailliard (Orléans, 1929. december 18. – Val-d’Isère, 2017. június 7.) világbajnoki ezüstérmes francia vívó.

## Pályafutása
1952 és 1958 között hat világbajnokságon vett részt a női tőr csapat tagjaként és négy ezüst-, illetve két bronzérmet nyert a válogatottal. Részt vett az 1960-as római olimpián.

## Sikerei, díjai
- Világbajnokság - tőr, csapat
  - ezüstérmes: 1952, 1953, 1955, 1956
  - bronzérmes: 1954, 1958